# Іванувка (Сейненський повіт)
Іванувка (пол. Iwanówka) — село в Польщі, у гміні Ґіби Сейненського повіту Підляського воєводства.
Населення — 63 особи (2011).
У 1975-1998 роках село належало до Сувальського воєводства.

## Демографія
Демографічна структура станом на 31 березня 2011 року:
|          | Загалом | Допрацездатний вік | Працездатний вік | Постпрацездатний вік |
| -------- | ------- | ------------------ | ---------------- | -------------------- |
| Чоловіки | 34      | 6                  | 21               | 7                    |
| Жінки    | 29      | 1                  | 17               | 11                   |
| Разом    | 63      | 7                  | 38               | 18                   |